# Karl Honeder (Politiker)
Karl Honeder (* 15. August 1946 in Kirchschlag) ist ein österreichischer Politiker (ÖVP) und Landwirt. Honeder war von 1998 bis 2008 Abgeordneter zum Landtag von Niederösterreich.

## Leben
Honeder besuchte nach der Pflichtschule eine landwirtschaftliche Fachschule und ließ sich zum Landwirtschaftsmeister ausbilden. In der Folge war er ab 1970 als selbständiger Landwirt in Kirchschlag tätig, wobei ihm der Berufstitel Ökonomierat verliehen wurde. Im politischen Bereich war Honeder zwischen 1975 und 2010 als Bürgermeister von Kirchschlag aktiv, zudem war er ab 1985 Obmann der Bezirksbauernkammer Ottenschlag und ab 1985 auch Bezirksbauernratsobmann. Des Weiteren fungierte er als Obmann
landwirtschaftlicher Genossenschaften und vertrat die ÖVP zwischen dem 16. April 1998 und dem 10. April 2008, wobei er zuletzt bei der Landtagswahl 2008 nicht mehr kandidierte und mit dem Ende der Gesetzgebungsperiode aus dem Landtag ausschied. Honeder war zuletzt Landwirtschaftssprecher innerhalb des ÖVP-Landtagsklubs.

## Auszeichnungen
- 2008: Großes Silbernes Ehrenzeichen für Verdienste um die Republik Österreich[2]